# Yola Ramírez
Yolanda 'Yola' Ramírez Ochoa (Puebla, 1 de março de 1935 – 9 de março de 2025) foi uma tenista profissional mexicana.
Reconhecida como a melhor tenista mexicana de todos os tempos. Yolanda ganhou dois Grand Slam em duplas e duplas Mistas, e possui oito medalhas em Jogos Pan-Americanos.

## Finais de Grand Slam

### Simples: 2 jogos (2 vices)
| Posição | Ano  | Campeonato           | Piso   | Oponente     | Placar   |
| Vice    | 1960 | French Championships | Saibro | Darlene Hard | 3–6, 4–6 |
| Vice    | 1961 | French Championships | Saibro | Ann Haydon   | 2–6, 1–6 |

### Duplas: 4 jogos (1 título e 3 vices)
| Posição | Ano  | Campeonato               | Piso   | Parceiro    | Oponentes                           | Placar        |
| Vice    | 1957 | French Championships     | Saibro | Rosie Reyes | Shirley Bloomer Darlene Hard        | 5–7, 6–4, 5–7 |
| Campeã  | 1958 | French Championships (1) | Saibro | Rosie Reyes | Mary Bevis Hawton Thelma Coyne Long | 6–4, 7–5      |
| Vice    | 1959 | French Championships     | Saibro | Rosie Reyes | Sandra Reynolds Renee Schuurman     | 6–2, 0–6, 1–6 |
| Vice    | 1961 | US Open                  | Grama  | Edda Buding | Darlene Hard Lesley Turner          | 4–6, 7–5, 0–6 |

### Duplas mistas: 1 jogos (1 título)
| Posição | Ano  | Campeonato               | Piso   | Parceiro     | Oponentes                 | Placar   |
| Campeã  | 1959 | French Championships (1) | Saibro | Billy Knight | Rod Laver Renee Schuurman | 6–4, 6–4 |

## Jogos Pan-Americanos

### Simples: 3 medalhas (3 pratas)
| Posição | Ano  | Campeonato       | Oponente           | Placar        |
| Prata   | 1955 | Cidade do México | Rosie Reyes        | 6-8, 6-2, 3-6 |
| Prata   | 1959 | Chicago          | Althea Gibson      | 4-6, 5-7      |
| Prata   | 1963 | São Paulo        | Maria Esther Bueno | 3-6, 3-6      |

### Duplas: 2 medalhas (1 ouro e 1 bronze)
| Posição | Ano  | Campeonato | Parceira       | Oponentes                           | Placar        |
| Ouro    | 1959 | Chicago    | Rosie Reyes    | Karol Fageros Althea Gibson         | 6-8, 7-5, 6-1 |
| Bronze  | 1963 | São Paulo  | Elena Subirats | México Rosa Palafox · Antonia Prado | 6-8, 6-1, 6-4 |

### Duplas mistas: 3 medalhas (3 ouros)
| Posição | Ano  | Campeonato       | Parceiro            | Oponentes                       | Placar     |
| Ouro    | 1955 | Cidade do México | Gustavo Palafox     | Enrique Morea Felisa Piédrola   | 6-2, 14-12 |
| Ouro    | 1959 | Chicago          | Gustavo Palafox     | Francisco Contreras Rosie Reyes | 6-1, 6-2   |
| Ouro    | 1963 | São Paulo        | Francisco Contreras | Thomaz Koch Maria Esther Bueno  | 6-3, 6-2   |